# La última función
La última función es un cortometraje peruano de 2015, dirigido por el cineasta peruano Roberto Flores.

## Sinopsis
Un circo de barrio ha anunciado su venta por problemas económicos. Un payaso, quien creció con el circo, luchará para que su hogar no sea clausurado.

## Reparto
Los miembros del reparto son:
- Gonzalo Molina como el Payaso - Jorge
- Víctor Prada
- Janncarlo Torrese

## Premios, nominaciones y festivales
| Año  | Lugar                                                                 | País        | Categoría                     | Nominada/o                    | Resultado | Notas |
| ---- | --------------------------------------------------------------------- | ----------- | ----------------------------- | ----------------------------- | --------- | ----- |
| 2015 | Concurso Nacional de Cortometrajes                                    | Perú        | Mejor corto                   | Mejor corto                   | Ganador   | [ 3 ] |
| 2015 | Concurso Nacional de Cortometrajes                                    | Perú        | Mejor actor                   | Gonzalo Molina                | Ganador   | [ 3 ] |
| 2015 | Festival de Cine de Lima                                              | Perú        | Incluida                      | Incluida                      | Incluida  |       |
| 2015 | Festival de Cine de Villa María del Triunfo                           | Perú        | Mejor cortometraje nacional   | Mejor cortometraje nacional   | Ganador   |       |
| 2015 | Mecal Chile Festival Latinoamericano e Internacional de Cortometrajes | Chile       | Incluida                      | Incluida                      | Incluida  |       |
| 2016 | International Online Web Fest                                         |             | Mejor cortometraje extranjero | Mejor cortometraje extranjero | Ganador   |       |
| 2016 | International Online Web Fest                                         | Mejor actor | Gonzalo Molina                | Nominado                      |           |       |
| 2016 | Festival de Cannes - Short Film Corner                                | Francia     | Incluida                      | Incluida                      | Incluida  | [ 3 ] |
| 2016 | Feria Internacional de Cine Independiente de Bogotá                   | Colombia    | Incluida                      | Incluida                      | Incluida  |       |
| 2017 | Festival de Cortometrajes de Lima – FilmoCorto                        | Perú        | Mejor cortometraje nacional   | Mejor cortometraje nacional   | Nominado  | [ 4 ] |
| 2017 | Festival de Cine de Lima                                              | Perú        | Incluida                      | Incluida                      | Incluida  | [ 2 ] |